# Kvistsmalmyra
Kvistsmalmyra (Leptothorax affinis) är en myrart som beskrevs av Gustav Mayr 1855.
I den svenska databasen Dyntaxa används istället namnet Temnothorax affinis. Enligt Catalogue of Life ingår kvistsmalmyra i släktet smalmyror (Leptothorax) och familjen myror, men enligt Dyntaxa är tillhörigheten istället släktet smalmyror (Temnothorax) och familjen myror. Arten är reproducerande i Sverige.

## Underarter
Arten delas in i följande underarter:
- Leptothorax affinis affinis
- Leptothorax affinis tuberoaffinis

## Bildgalleri

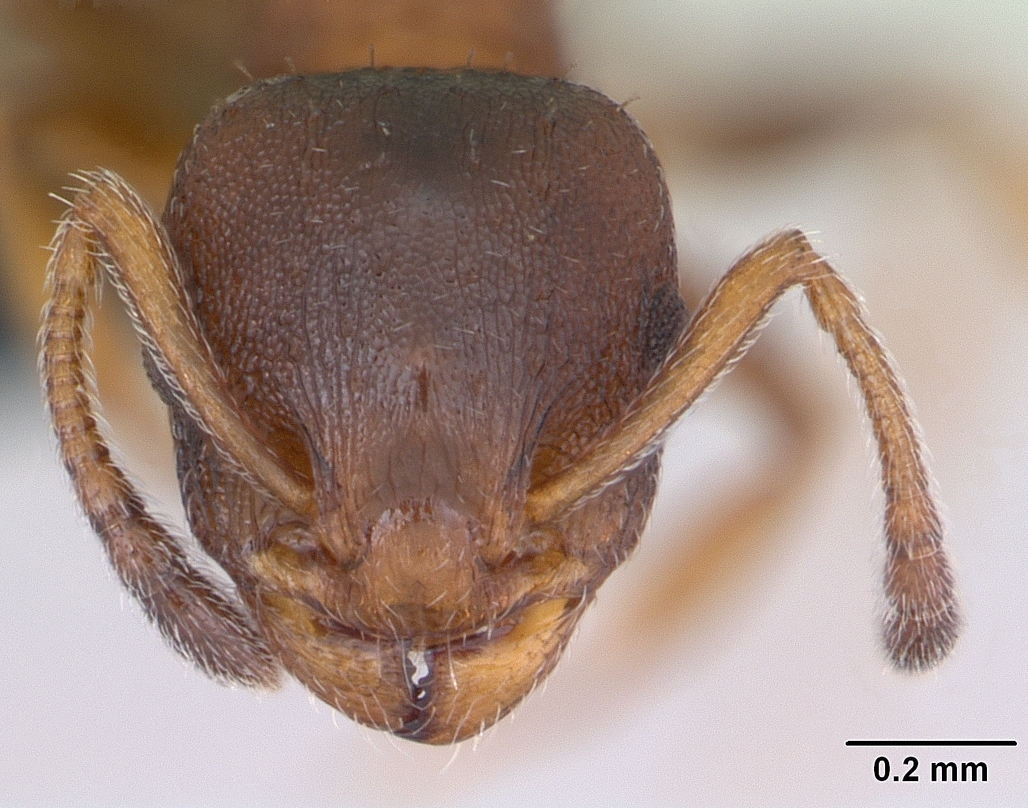